# Vasaloppsspåret (naturreservat, Malung-Sälens kommun)
Vasaloppsspåret är ett naturreservat som omfattar delsträckan för Vasaloppet i Malung-Sälens kommun i Dalarnas län. För delen i Mora kommun finns reservatet Vasaloppsspåret (naturreservat, Mora kommun), och för delen i Älvdalens kommun Vasaloppsspåret (naturreservat, Älvdalens kommun). 
Området är naturskyddat sedan 1993 och är 24 hektar stort. Reservatet består av byar, myrmark och skogsmark.